# Antônio dos Santos Cabral
Dom Antônio dos Santos Cabral (Propriá, 8 de outubro de 1884 — Belo Horizonte, 15 de novembro de 1967) foi um bispo católico brasileiro. Foi o segundo bispo de Natal, o primeiro bispo e o primeiro arcebispo metropolitano de Belo Horizonte. Foi agraciado com o título de Conde Romano, em 18 de outubro de 1932, pelo Papa Pio XI.

## Presbiterato e episcopado
Dom Cabral iniciou seus estudos em Propriá, depois foi para a cidade de Penedo e, mais tarde, matriculou-se no Seminário de Santa Teresa, em Salvador. Sua ordenação sacerdotal deu-se em 1 de novembro de 1907. Regressou a Propriá, onde ficou como coadjutor do cônego Rosa. Permaneceu nesse posto de 1907 a 1912. Foi promovido a pároco em 5 de março de 1912, onde ficou até abril de 1918.
Em reconhecimento ao seu excelente trabalho, Dom Cabral foi nomeado cônego capitular da Sé de Aracaju e recebeu do Papa em janeiro de 1914 o título de monsenhor. Daí a pouco seu nome seria lembrado para bispo. Para surpresa de muitos, Dom Cabral rejeitou duas vezes, em abril de 1916 e depois em junho de 1917, sua indicação para bispo de Natal. Mas a obediência à voz da Igreja falou mais alto e, em 1 de outubro de 1917, foi publicada a bula do Sumo Pontífice Bento XV que o nomeou bispo de Natal.
A Sagração de Dom Cabral deu-se na Catedral Metropolitana, em 14 de abril de 1918. Incansável, ele criou dezenas de instituições católicas na capital do Rio Grande do Norte. Chegou a ordenar oito sacerdotes e tinha iniciado a construção do Seminário e da nova catedral quando foi surpreendido pelo ato da Santa Sé que o transferiu para a diocese de Belo Horizonte. Sua chegada à capital mineira aconteceu em 30 de abril de 1922. A posse de Dom Cabral como bispo aconteceu no dia 30 de abril de 1922. Ele foi residir numa casa denominada Palacete Levindo Lopes, localizada na Rua Guajajaras, 329, centro de Belo Horizonte. Esse imóvel era alugado e a Diocese de Belo Horizonte praticamente não tinha bens. Com o espírito empreendedor que já demonstrara no período que fora bispo de Natal, Dom Cabral "arregaçou as mangas" e se pôs as trabalhar para formar algum patrimônio.
A primeira aquisição foi o casarão da Rua Espírito Santo, onde passou a funcionar a Cúria. Várias paróquias começaram a ser construídas e depois de algum tempo o arcebispo conseguiu comprar o prédio Antônio Daniel da Rocha, localizado na Rua Rio Grande do Norte, onde passou a residir. Lá também começou a funcionar o Seminário Coração Eucarístico de Jesus.
O próximo investimento de Dom Cabral foi adquirir a Vila Anchieta. Resolveu então dividi-la em lotes e vender. Com o dinheiro arrecadado adquiriu a Fazenda Pastinho, no bairro Bela Vista, hoje bairro Dom Cabral. Lá iniciou as obras do Seminário Eucarístico de Jesus. Mais tarde, parte dele se transformaria na Pontifícia Universidade Católica de Minas Gerais (PUC Minas), por esse motivo a Fundação Dom Cabral recebeu seu nome. Outra iniciativa de Dom Cabral foi vender o edifício Antônio Daniel da Rocha.
Com o dinheiro arrecadado adquiriu um terreno na Praça da Liberdade, onde construiu o Palácio Cristo Rei. O arcebispo ainda montou um Seminário Preparatório na Avenida Augusto de Lima e adquiriu outros bens para a Arquidiocese. Em 1957 começou a ter problemas de saúde e morreu em 1967, aos 83 anos de idade.